# Marsupella campylata
Marsupella campylata là một loài rêu tản trong họ Gymnomitriaceae. Loài này được (Grolle) R.M. Schust. miêu tả khoa học lần đầu tiên năm 1996.